# Vela nos Jogos Olímpicos de Verão de 1924
As competições da vela nos Jogos Olímpicos de Verão de 1924 foram disputadas entre os dias 10 e 13 de julho em Meulan-en-Yvelines e entre 21 e 26 de julho em Le Havre. O programa de 1924 consistia num total de três classes (disciplinas) de vela. Para cada uma das classes do evento foram agendadas uma fase eliminatória, semifinais e finais.

## Local

### Meulan
Meulan foi palco das regatas olímpicas da classe Monotype. O clube anfitrião da vela olímpica de 1924 em Meulan foi o Cercle de la voile de Paris. Como em 1900, as condições da corrida em Meulan durante a regata olímpica não eram ideais. A brisa leve durante a primeira série de eliminação dificilmente tornaria a navegação interessante. Quando o vento aumentou na segunda série, as condições provavelmente melhoraram.

### Le Havre
Le Havre foi palco das regatas olímpicas de 6 e 8 Metre. O clube anfitrião da vela olímpica de 1924 em Le Havre foi a Société des Régates du Havre. Devido aos ventos, os cursos em Le Havre foram em sua maioria alcançados. Como resultado, navegar a barlavento não foi realmente testado. Isso, no entanto, era mais ou menos costume para aquela época.
As seguintes áreas de percurso foram usadas durante as regatas olímpicas de 1920:

## Participantes

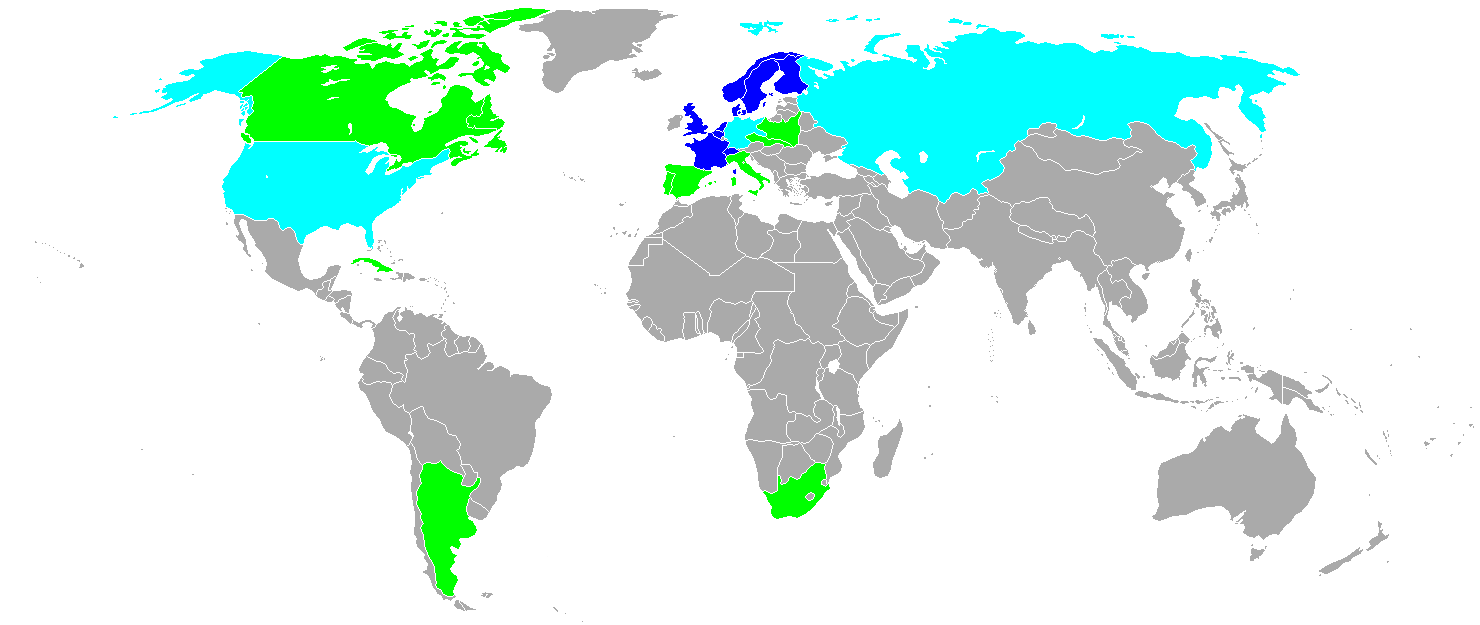
Países participantes da vela nos Jogos Olímpicos de 1924.
Países que participaram pela primeira vez.
Países que já participaram em outras edições.
Países que participaram em outras edições mas não participaram em 1924.

Foi permitido apenas um barco por país por classe:
- ARG Argentina
- BEL Bélgica
- CAN Canadá
- CUB Cuba
- DEN Dinamarca
- ESP Espanha
- FIN Finlândia
- FRA França
- GBR Grã-Bretanha
- ITA Itália
- MON Mônaco
- NED Países Baixos
- NOR Noruega
- POL Polônia
- POR Portugal
- RSA África do Sul
- SUI Suíça
- SWE Suécia
- TCH Checoslováquia

## Calendário
| ● | Competições desportivas | ● | Finais |

| Data                      | Julho | Julho | Julho | Julho | Julho | Julho  | Julho  | Julho  | Julho  | Julho  | Julho  | Julho  | Julho  | Julho  | Julho  | Julho  | Julho    | Julho    | Julho    | Julho    | Julho    | Julho    | Julho  |
| Data                      | 5 Sáb | 6 Dom | 7 Seg | 8 Ter | 9 Qua | 10 Qui | 11 Sex | 12 Sáb | 13 Dom | 14 Seg | 15 Ter | 16 Qua | 17 Qui | 18 Sex | 19 Sáb | 20 Dom | 21 Seg   | 22 Ter   | 23 Qua   | 24 Qui   | 25 Sex   | 26 Sáb   | 27 Dom |
| Data                      |       |       |       |       |       | Meulan | Meulan | Meulan | Meulan |        |        |        |        |        |        |        | Le Havre | Le Havre | Le Havre | Le Havre | Le Havre | Le Havre |        |
| ------------------------- | ----- | ----- | ----- | ----- | ----- | ------ | ------ | ------ | ------ | ------ | ------ | ------ | ------ | ------ | ------ | ------ | -------- | -------- | -------- | -------- | -------- | -------- | ------ |
| Vela                      |       |       |       |       |       | ●      | ●      | ●      | ●      |        |        |        |        |        |        |        | ●        | ●        | ●        |          | ●        | ●        |        |
| Total de medalhas de ouro |       |       |       |       |       |        |        |        | 1      |        |        |        |        |        |        |        |          |          |          |          |          | 2        |        |

## Eventos
Após o enorme número de classes utilizadas durante o evento olímpico de vela de 1920, a International Yacht Racing Union decidiu que para 1924 seriam utilizadas apenas três classes. 
| Classe   | Tipo     | Local    | N.º de equipes | Primeira exibição |
| -------- | -------- | -------- | -------------- | ----------------- |
| Monotype | bote     | Meulan   | 17             | 1924              |
| 6 Metre  | keelboat | Le Havre | 9              | 1908              |
| 8 Metre  | keelboat | Le Havre | 6              | 1908              |

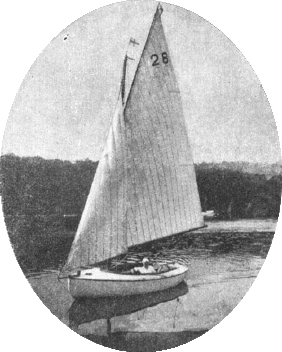
Monotype
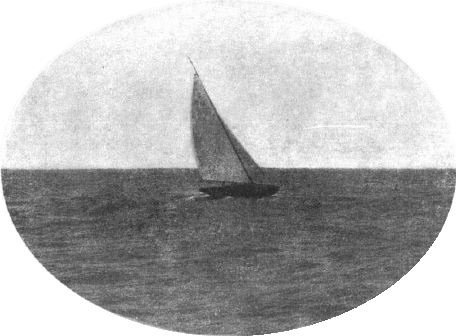
6 Metre
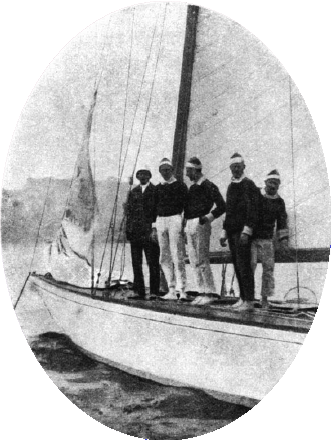
8 Metre

## Medalhistas
| Evento            | Ouro                                                                                 | Prata                                                                             | Bronze                                                                                  |
| ----------------- | ------------------------------------------------------------------------------------ | --------------------------------------------------------------------------------- | --------------------------------------------------------------------------------------- |
| Monotype detalhes | Léon Huybrechts BEL Bélgica                                                          | Henrik Robert NOR Noruega                                                         | Hans Dittmar FIN Finlândia                                                              |
| 6 Metre detalhes  | Anders Lundgren Christopher Dahl Eugen Lunde NOR Noruega                             | Vilhelm Vett Knud Degn Christian Nielsen DEN Dinamarca                            | Johan Carp Anthonij Guépin Jan Vreede NED Países Baixos                                 |
| 8 Metre detalhes  | Carl Ringvold Rick Bockelie Harald Hagen Ingar Nielsen Carl Ringvold Jr. NOR Noruega | Ernest Roney Harold Fowler Edwin Jacob Thomas Riggs Walter Riggs GBR Grã-Bretanha | Louis Breguet Pierre Gauthier Robert Girardet André Guerrier Georges Mollard FRA França |

## Quadro de medalhas
| Ordem | País              | Medalha de ouro | Medalha de prata | Medalha de bronze |   | Ordem por total |
| ----- | ----------------- | --------------- | ---------------- | ----------------- | - | --------------- |
| 1     | NOR Noruega       | 2               | 1                |                   | 3 | 1               |
| 2     | BEL Bélgica       | 1               |                  |                   | 1 | 2               |
| 3     | DEN Dinamarca     |                 | 1                |                   | 1 | 2               |
| 3     | GBR Grã-Bretanha  |                 | 1                |                   | 1 | 2               |
| 5     | FIN Finlândia     |                 |                  | 1                 | 1 | 2               |
| 5     | FRA França        |                 |                  | 1                 | 1 | 2               |
| 5     | NED Países Baixos |                 |                  | 1                 | 1 | 2               |
| TOTAL | TOTAL             | 3               | 3                | 3                 | 9 | —               |